# Can Pere Batlle
Can Pere Batlle és un edifici dins del nucli urbà de la població de Ventalló, al bell mig del terme, a l'extrem nord-est de la Plaça Major. Antic casal bastit vers el segle xvii, com ho testimonia la inscripció de la dovella clau amb la data A 22 DE MAIG 1687. Vers l'any 2003 es va remodelar per transformar-ho en un restaurant i actualment encara hi funciona.
És un edifici de planta irregular, format per dos cossos adossats, amb jardí a la part posterior i un pati interior, al que s'accedeix des de la plaça. El cos situat més al nord, que forma cantonada amb un altre edifici de la plaça, presenta la coberta d'un sol vessant de teula i un petit altell, mentre que l'edifici adossat al sud, de planta rectangular allargada, té la coberta de dues aigües. Ambdós cossos estan distribuïts en planta baixa i pis. La façana principal presenta dos portals d'accés a l'interior. El principal és d'arc rebaixat, bastit amb carreus de pedra i la clau gravada amb la inscripció "PERA BATLLA A 22 MG 1687". L'altre portal és d'obertura rectangular, emmarcat amb carreus de pedra i amb la llinda plana, decorat amb una motllura. La resta d'obertures de la façana són rectangulars i molt senzilles. L'interior de l'edifici presenta espais coberts amb voltes de canó bastides amb maons, i d'altres estances cobertes amb sostres embigats. El pati es comunica amb la resta de l'edifici mitjançant arcades de mig punt i rebaixades, bastides en maons o en pedra.
La construcció està bastida amb pedra desbastada de diverses mides lligada amb morter, amb el parament exterior arrebossat i pintat de color groc.